# Quercus michauxii
Quercus michauxii Steenis – gatunek roślin z rodziny bukowatych (Fagaceae Dumort.). Występuje naturalnie w południowych i  wschodnich Stanach Zjednoczonych – w Alabamie, Arkansas, Dystrykcie Kolumbii, Delaware, na Florydzie, w Georgii, Illinois, Indianie, Kentucky, Luizjanie, Marylandzie, Missouri, Missisipi, Karolinie Północnej, New Jersey, Oklahomie, Pensylwanii, Karolinie Południowej, Tennessee, Teksasie i Wirginii. 

## Morfologia

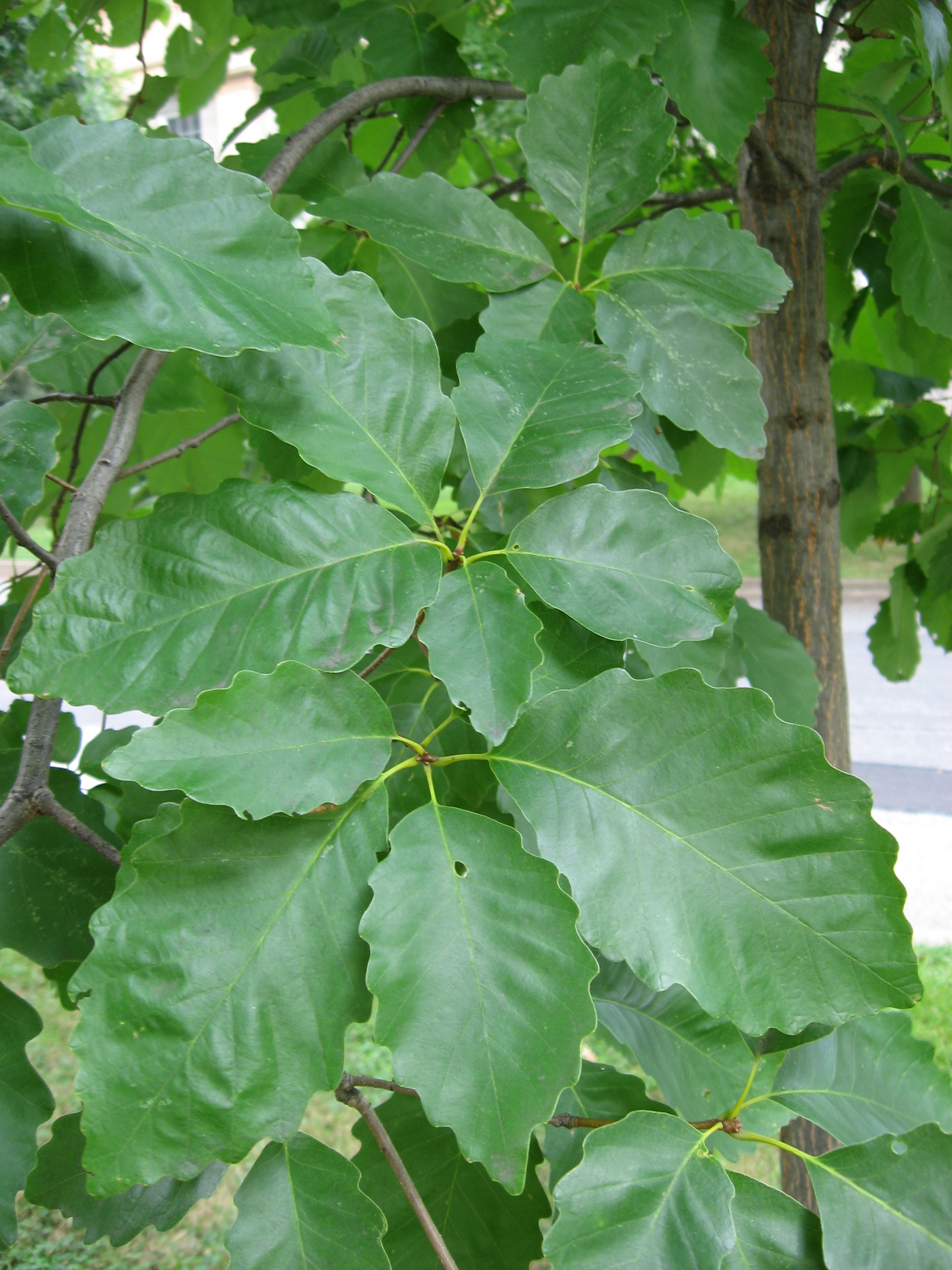
Liście

PokrójZrzucające liście drzewo dorastające do 20 m wysokości. Kora jest łuszcząca się i ma szarą lub brązową barwę.
LiścieBlaszka liściowa ma kształt od eliptycznego do odwrotnie jajowatego. Mierzy 10–28 cm długości oraz 5–18 cm szerokości, jest ząbkowana na brzegu, ma zaokrągloną nasadę i zaokrąglony lub spiczasty wierzchołek. Ogonek liściowy jest nagi i ma 5–10 mm długości.
OwoceOrzechy zwane żołędziami o kształcie od jajowatego do obłego, dorastają do 25–35 mm długości i 20–25 mm średnicy. Osadzone są pojedynczo w miseczkach o półkulistym lub krótko cylindrycznym kształcie, które mierzą 15–25 mm długości i 25–40 mm średnicy. Orzechy otulone są w miseczkach do 50–65% ich długości.

## Biologia i ekologia
Rośnie w lasach oraz na bagnach. Występuje na wysokości do 600 m n.p.m.